# 그레고리오 아글리파이

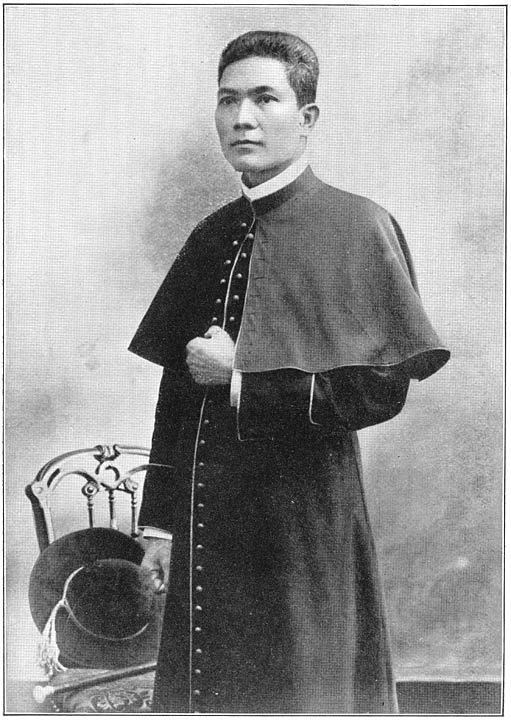

그레고리오 아글리파이(Gregorio Aglipay, 1860년 5월 5일 – 1940년 9월 1일)는 독립 가톨릭교회 교단인 필리핀 독립교회의 창시자이다. 본래 로마가톨릭의 사제였으나 호세 리살에 대한 파문과 필리핀인 억압에 가톨릭교회가 냉소적으로 대처한것에 대한 반발로 필리핀 독립교회를 창시했다.